# Rasim Tagirbekov
Rasim Zagirbegovič Tagirbekov (in russo Расим Загирбегович Тагирбеков?; Machačkala, 4 maggio 1984) è un ex calciatore russo, di ruolo difensore.

## Carriera

### Club
Dal 2002 ha giocato solo con la maglia dell'Anži, squadra della sua città.
Il 13 marzo 2010 debutta in massima serie, contro lo Spartak-Nal'čik.